# Zrenjaninski put
Le Zrenjaninski put (en serbe cyrillique : Зрењанински пут ; en français : Route de Zrenjanin) est une route nationale de Serbie. Elle relie Zrenjanin à la ville de Belgrade et constitue l'une des artères les plus importantes des faubourgs nord de la capitale serbe.
Sur le plan des numérotations, la route est désignée sous le nom de « M13 ».

## Dans la Ville de Belgrade
Le Zrenjaninski put naît à Belgrade, dans la municipalité de Palilula, à la hauteur d'un échangeur qui le relie au Pančevački put, la « route de Pančevo » (route européenne E 70). Pendant la totalité de son parcours, la route s'oriente vers le nord-est ou le nord.
Dans la partie urbaine de Palilula, elle passe les rues Grge Andrijanovića (à droite), Danika Popovića et Partizanski blok ulica (à gauche) ; sur son parcours, la route croise en encore de nombreuses autres rues puis, quittant Belgrade intra muros, elle traverse la ville de Borča. Elle passe un peu large de Kovilovo (à sa gauche) et de Glogonjski Rit (à sa droite) et rejoint Padinska Skela puis, au nord de Dunavac, elle quitte le territoire de la Ville de Belgrade et entre dans le district du Banat central.

### Économie
Les alentours du Zrenjaninski put constituent une importante zone commerciale.
La foire de Krnjača se trouve au no 18. On y trouve aussi un grand supermarché Metro Cash & Carry, situé au no 11m et un supermarché Mini Maxi au no 66.
L'Hôtel Elegance est également situé sur la route, au no 98a.

### Transports
Dans la partie belgradoise de son parcours, le Zrenjaninski put est desservi par plusieurs lignes d'autobus de la société GSP Beograd, soit les lignes 43 (Trg Republike – Kotež), 95 (Novi Beograd Blok 45 – Borča III), 96 (Trg Republike – Borča III), 101 (Omladinski stadion – Padinska Skela), 104 (Omladinski stadion – Crvenka), 105 (Omladinski stadion – Gare d'Ovča), 106 (Omladinski stadion – PKB Kovilovo – Jabučki Rit) et 107 (Padinska Skela – Omladinski stadion – Dunavac).

## Dans la Ville de Zrenjanin
Le Zrenjaninski put passe à Čenta, une localité située sur le territoire de la Ville de Zrenjanin. La route continue son parcours vers le nord ; elle passe à Perlez puis un peu au large de Stajićevo (à sa droite) et de Lukino Selo (à sa gauche). Elle rejoint la route magistale serbe 10, en provenance de Pančevo, au niveau de la localité d'Ečka, ce qui lui permet de rejoindre Zrenjanin, un peu plus au nord.

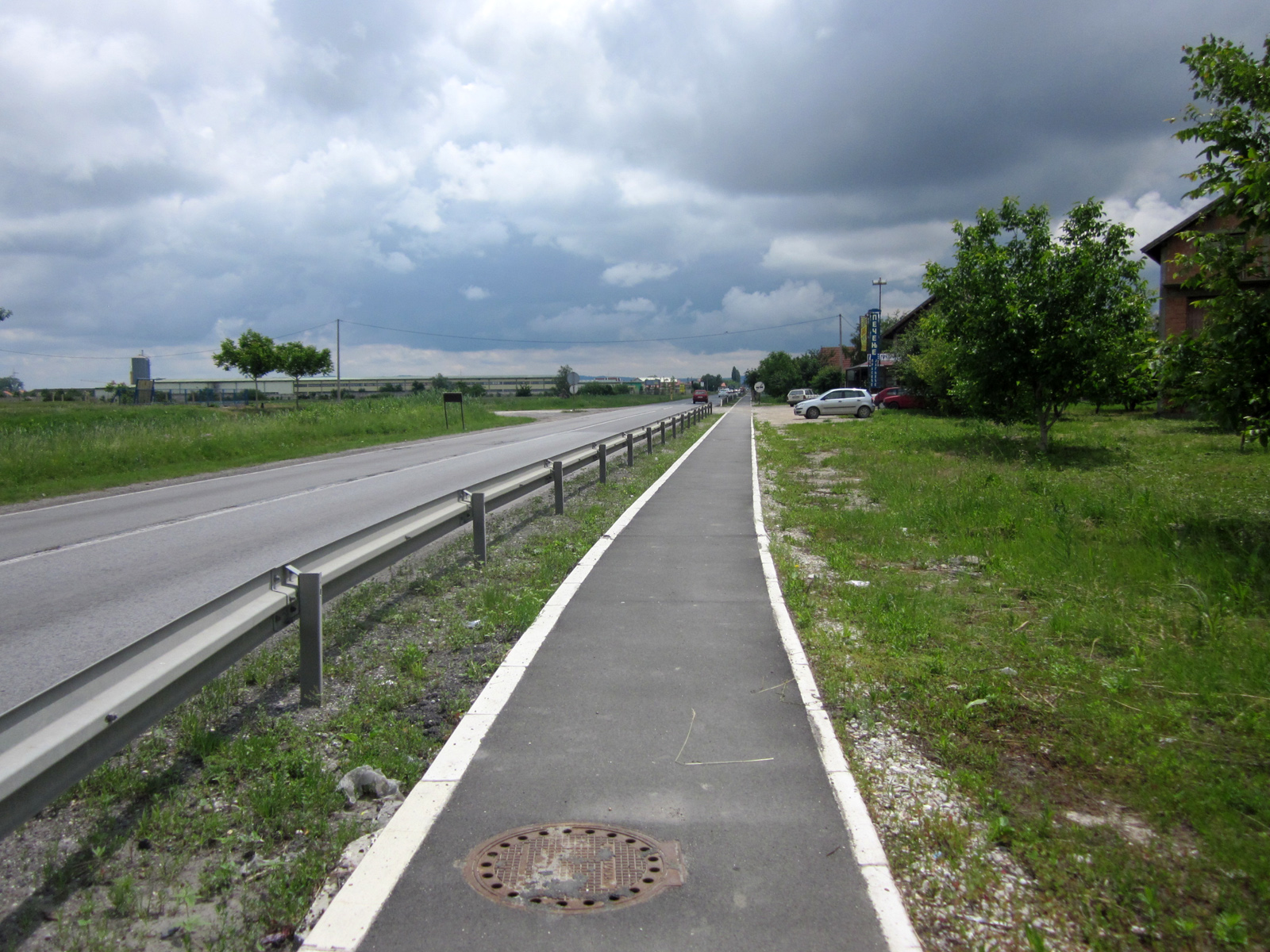
La Route Magistrale 13 ("Route de Zrenjanin", en serbe : "Zrenjaninski put") à 12 km de Belgrade.